# Can Camós (Begur)
Can Camós és una obra de Begur (Baix Empordà) inclosa a l'Inventari del Patrimoni Arquitectònic de Catalunya.

## Descripció
Casa de PB i un pis (entre mitgeres) d'escala exterior i paral·lela a la façana. La PB té obertura per entrar-hi la barca. Planta superior té 2 portes d'accés i finestres. La separació amb la casa veïna dreta es produeix per un corredor de volta rebaixada i al seu damunt un terradet amb barana calada.
El teulat és de carener paral·lel a façana (i d'una vessant).
Actualment les finestres s'han emmarcat amb pedra (desgraciant-la).
És de color blanc i l'arrebossat està caient.